# Telmatoscopus cuspiceps
Telmatoscopus cuspiceps är en tvåvingeart som beskrevs av Quate 1965. Telmatoscopus cuspiceps ingår i släktet Telmatoscopus och familjen fjärilsmyggor. Inga underarter finns listade i Catalogue of Life.